# James Cosmo
James Ronald Gordon Copeland, som skådespelare känd som James Cosmo, född 27 oktober 1947 i Clydebank i Dunbartonshire, är en brittisk (skotsk) skådespelare. Han brukar ofta gestalta auktoriteter eller karaktärer med hett temperament. Han är bland annat känd för sin återkommande roll som överbefälhavare Jeor Mormont i Game of Thrones och som Rentons pappa i Trainspotting och T2 Trainspotting. Han har även medverkat i Morden i Midsomer och spelat mördare. Han hade en av huvudrollerna i Klaus Härös "Min älskade sjökapten" (My Sailor, My Love).  <https://yle.fi/a/3-12644220>

## Filmografi i urval
- 1986 – Highlander – Angus
- 1990 – Skattkammarön – Redruth
- 1995 – Braveheart – Campbell
- 1996 – Trainspotting – Rentons far
- 1996 – Emma – herr Weston
- 1996 – Babe - En gris kommer till stan – Thelonius
- 1997 – Ivanhoe (TV-serie)
- 2002 – The Four Feathers – Överste Sutch
- 2004 – Troja – Glaucus
- 2005 – Berättelsen om Narnia: Häxan och lejonet – Jultomten
- 2007 – Morden i Midsomer (TV-serie) (ett avsnitt: The Axeman Cometh)
- 2007 – The Dark Is Rising – En ring av järn – Dawson
- 2007 – The Last Legion – Hrothgar
- 2010 – Sons of Anarchy (TV-serie) – Fader Kellan Ashby
- 2011 – Game of Thrones (TV-serie) – Jeor Mormont
- 2013 – Brottsplats Edinburgh (TV-serie) – Len Lomax (ett avsnitt: Started Early, Took My Dog)
- 2013 – Hammer of the Gods – Kung Bagsecg
- 2013 – The Christmas Candle – Herbert Hopewell
- 2016 – Shetland (TV-serie) – Arthur McCall
- 2016 – Ben-Hur – Quintus Arrius
- 2016 – Whisky Galore!
- 2017 – T2 Trainspotting – Rentons far
- 2017 – Wonder Woman – Marshall Haig[2]
- 2018 – In Darkness – Niall McKendrick
- 2019 – Chernobyl (TV-serie)
- 2023 – Six Four (TV-serie)
- 2025 – Hotet (TV-serie)